# تفيفيحي
تُفَيْفِيحِي (الاسم العلمي Linaria)، جنس عصافير شبيهة بالدوري من فصيلة الشرشوريات. أنواعه 4 ألوانها متعددة ضاربة إلى الحمرة والصفرة. تألف التهام والحدائق وحواشي الأراضي المزروعة. قوتها بزور البرية والزراعية وتفضل بزر الكتان على كل شيء. تدثن في الأدغال والأشجار المثدونة. أناثها تحضن من 4 إلى 6 بيضات إهليلجية الشكل سمانجونية اللون مرقوشة بالأحمر والأسمر.